# Efeitos de curta duração pelo consumo de álcool

Resultados de um estudo de 2010 do ISCD ranqueando o nível de dano causado pelas drogas, na opinião dos especialistas na área. Quando o dano a si mesmo e a outros é somado, o álcool é a mais nociva das drogas consideradas, com uma taxa de 72%.

Os efeitos de curta duração do álcool - o etanol presente na cerveja, vinho, destilados e outras bebidas alcoólicas - variam desde a diminuição da ansiedade, habilidades motoras e euforia em pequenas doses até a intoxicação (embriaguez), estupor, perda de consciência, amnésia anterógrada e depressão no sistema nervoso central em grandes doses. A membrana celular é altamente permeável ao álcool, portanto uma vez na corrente sanguínea pode se difundir em quase todas as células do organismo.
A concentração de álcool no sangue é medida pelo teor alcoólico no sangue (TAS). A quantidade de substâncias e circunstâncias no consumo têm uma grande parte na determinação da extensão da intoxicação; por exemplo, comer antes do consumo de álcool provoca uma absorção mais lenta no organismo. A quantidade de álcool consumido determina a extensão da ressaca, embora a desidratação também tem um papel importante. Após um consumo excessivo podem ocorrer letargia e inconsciência. Níveis extremos de consumo podem levar ao envenenamento e morte, em concentrações sanguíneas superiores a 0,40% no qual metade dos afetados podem morrer. O álcool pode causar a morte indireta pela asfixiação com o vômito.